# 生きることは尊いに決まってんだろ
「生きることは尊いに決まってんだろ」（いきることはとうといにきまってんだろ）は、2021年9月29日に発売された風男塾の28thシングル。

## 概要
メンバーは、紅竜真咲、神那橙摩、偉舞喜雅、柚希関汰、英城凛空、葉崎アラン。

## 収録曲
テイチクレコード公式サイト内の紹介ページによる。

### 初回限定盤A
［CD］
1. 生きることは尊いに決まってんだろ
  - 作詞・作曲・編曲:ヒダカトオル
2. WE ARE LIGHT SAVERS
  - 作詞：成田忍　/ 作曲：加藤肇　/ 編曲：成瀬裕介

［DVD］
「生きることは尊いに決まってんだろ」Music Video

「生きることは尊いに決まってんだろ」Music Video Making

### 初回限定盤B
［CD］
1. 生きることは尊いに決まってんだろ
2. WE ARE LIGHT SAVERS

［DVD］
「風男塾!夏を満喫させていただきます!?」

### 通常盤
［CD］
1. 生きることは尊いに決まってんだろ
2. WE ARE LIGHT SAVERS
3. Best Wishes
  - 作詞・作曲・編曲:横尾勇太朗（SUPA LOVE）
4. 生きることは尊いに決まってんだろ（Instrumental）
5. WE ARE LIGHT SAVERS（Instrumental）
6. Best Wishes（Instrumental）